# Xian de Taibai
Pour les articles homonymes, voir Taibai (homonymie).
Le xian de Taibai (太白县 ; pinyin : Tàibái Xiàn) est un district administratif de la province du Shaanxi en Chine. Il est placé sous la juridiction de la ville-préfecture de Baoji.

## Démographie
La population du district était de 51 142 habitants en 1999.